# Bol'šaja Evva
La Bol'šaja Evva (in russo Большая Евва?) è un fiume della Russia siberiana occidentale, affluente di sinistra della Loz'va, nel bacino dell'Irtyš. Scorre nel distretto urbano della città di Ivdel' (oblast' di Sverdlovsk).
Il fiume scorre in una zona paludosa in direzione sud-ovest. A 17 km dalla foce riceve il suo affluente Malaja Evva (lungo 49 km), proveniente dalla destra idrografica. Sfocia nel fiume Loz'va a 225 km dalla foce, presso l'insediamento di Mitjaevo. Il fiume ha una lunghezza di 107 km, il suo bacino è di 1 080 km².